# Capità Planeta
El Capità Planeta (originalment en anglès: Captain Planet and the Planeteers) és una sèrie de televisió de superherois ambientalista d'animació estatunidenca creada per Ted Turner, Barbara Pyle i Robert Larkin III, i desenvolupada per Pyle, Nicholas Boxer, Thom Beers, Andy Heyward, Robby London, Bob Forward i Cassandra Schafausen. La sèrie va ser produïda per Turner Program Services i DIC Enterprises i es va emetre a TBS des del 15 de setembre de 1990 fins al 5 de desembre de 1992. Una sèrie següent, The New Adventures of Captain Planet, va ser produïda per Hanna-Barbera Cartoons, Inc., distribuïda per Turner Program Services i emesa des de l'11 de setembre de 1993 fins a l'11 de maig de 1996. Ambdues sèries continuen avui en dia en sindicació. El programa és una forma d'educació, propugna l'ambientalisme en llur guió i destaca per tenir diversos actors famosos que donen veu als dolents en la versió original. L'espectacle va generar una franquícia formada per una organització benèfica, videojocs i una barreja amb la sèrie de televisió OK K.O. Let's Be Heroes.

## Desenvolupament

### Concepció
Segons Barbara Pyle, la inspiració dels cinc Planetaris provenia de persones reals que va conèixer durant la preproducció del programa el 1989. En una entrevista el setembre de 2012 amb Barbara Pyle i el co-desenvolupador Nicholas Boxer, es va afirmar que l'illa Hope era situada a prop de les Bahames.

### Etapa de la productora DIC (1990–1992)
La sèrie original fou la segona més llarga de la dècada dels noranta de les produïdes per empreses d'animació estatunidenques, amb la suma de 113 capítols. Va romandre durant tres temporades sota el nom de Captain Planet and the Planeteers (produïda per TBS Productions i DiC).
El tema d'introducció de l'espectacle va ser compost per Tom Worrall. El tema final (mantingut per les versions de DIC i Hanna-Barbera) es considera una de les parts més memorables de la sèrie a causa del seu atractiu cor de veus i ritme de rock ("Captain Planet, he's our hero, gonna take pollution down to zero"). La lletra fou escrita pel productor de la sèrie Nick Boxer i està interpretada per Murray McFadden i Timothy Mulhollan. Durant els crèdits finals, James Coburn, que interpreta la veu del personatge Looten Plunder, pronuncia la línia "Pagaràs per això, Capità Planeta". A continuació, té lloc un rap dels actors de veu dels Planetaris. S'assembla al "Step by Step" de New Kids On The Block.

### Etapa de la productora Hanna-Barbera (1993–1996)
El 1993, el xou va canviar de companyia productora, canviant el títol per The New Adventures of Captain Planet (produït per Hanna-Barbera Cartoons, que va ser adquirida per Turner el 1991). Durant aquest temps, es va emetre com a part del bloc del Sunday Morning Front Of The TV de TBS, al costat d'altres sèries com ara SWAT Kats: The Radical Squadron (H-B toons) i 2 Stupid Dogs. Aquesta sèrie va revelar més del passat de cadascun dels personatges i el va expandir de forma espectacular. El to d'aquests episodis era més madur que la sèrie inicial. L'estil d'animació es va modificar.
La banda sonora del rock sintètic de les temporades DiC va ser substituïda per un gran nombre de peces orquestrals i, tot i que es conservava el tema dels crèdits finals, la seqüència final ara mostrava imatges dels episodis de Hanna-Barbera. Els actors de veu completa van substituir la majoria de les grans celebritats que feien parlar Gaia i els Eco-dolents durant les temporades de DiC. David Coburn (Captain Planet) parlava en la narració inicial en comptes de fer-ho LeVar Burton (Kwame) i, a la darrera temporada, aquesta va ser substituïda per un rap cantat per Fred Schneider de The B-52.

### Llegat
La Fundació Captain Planet (CPF) va ser fundada el 1991, quan la productora de sèries Barbara Pyle va negociar un percentatge dels ingressos de marxandatge de l'espectacle per apoderar els joves. El concepte permetia a escoles i organitzacions de tot el món presentar els seus projectes mediambientals a la Fundació i rebre "diners de sembra" per fer créixer les seves idees. El 2001, Time Warner va decidir inactivar el CPF a causa d'una desafiant fusió amb AOL. Laura Seydel i el seu marit Rutherford Seydel van treballar amb Time Warner per orquestrar la transició de la fundació corporativa a una organització benèfica pública - la Captain Planet Foundation. El 2007, CPF va adquirir els drets d'exposar episodis anteriors de Captain Planet i els Planeteers en línia i a l'aire, per la qual cosa “permetia que aquest valuós recurs arribés a la llum i eduqués als nens d'avui!” A partir del 2017, el consell de l'organització està presidit per Laura Turner Seydel, filla de Ted Turner; el consell inclou Barbara Pyle.

## Objectius educatius
Es van crear diversos episodis per tocar temes rellevants per a un públic modern.
- "Mind Pollution"

L'episodi titulat originalment "Mind Pollution" (1991) va ser notori per tractar el tema del consum de drogues. Això s'explicava pel fet que els personatges pensaven en la drogodependència com una "contaminació de la ment". L'episodi va girar entorn d'una epidèmia d'una droga de disseny coneguda com a "Bliss" creada pel dolent Verminous Skumm (Skumm el Vermellós, meitat humà, meitat rata, representatiu de totes les lacres urbanes). Incloïa una escena de Borka, cosí de Linka, saltant per una finestra i morint per causa d'una sobredosi de droga.
- "A Formula for Hate"

L'episodi titulat "A Formula for Hate" (1992) també era inusual per a la sèrie, ja que es tractava del primer episodi d'una sèrie d'animació infantil nord-americana per tractar directament la pandèmia del VIH / SIDA. En l'episodi, Skumm renta el cervell d'una comunitat local pensant que el virus es pot propagar a través d'un contacte casual i provocant així a les persones que odien i tinguin por a un jove, infectat amb VIH, anomenat Todd Andrews (amb veu de Neil Patrick Harris, amb la seva mare parlada per Elizabeth Taylor).

## Argument
Narració d'obertura original:
| « | Our world is in peril. Gaia, the spirit of the Earth, can no longer stand the terrible destruction plaguing our planet. She sends five magic rings to five special young people: Kwame, from Africa, with the power of Earth... From North America, Wheeler, with the power of Fire... From the Soviet Union/Eastern Europe, Linka, with the power of Wind. From Asia, Gi, with the power of Water... and from South America, Ma-Ti, with the power of Heart. When the five powers combine, they summon Earth's greatest champion, Captain Planet. | » |

Narració d'obertura en la versió catalana de TVC:
| « | El nostre món està amenaçat. Gaia, l'esperit de la Terra, no pot aguantar més la terrible destrucció que afecta el nostre planeta. Ha enviat cinc anells màgics a cinc joves molt especials: Kwame, d'Àfrica, amb el poder de la Terra ... D'Amèrica del Nord, Wheeler, amb el poder del foc ... De la Unió Soviètica, Linka, amb el poder del vent ... D'Àsia, Gi, amb el poder de l'aigua ... i de Sud-Amèrica, Ma-Ti, amb el poder del Cor. Amb la combinació dels cinc poders poden fer aparèixer el gran heroi del món, el Capità Planeta. | » |

Cada episodi es fa amb almenys un avís d'«Alerta planetària», sovint connectat amb la trama, on es discuteixen qüestions político-ambientals i político-socials i com l'espectador pot contribuir i formar part de "la solució" en lloc de "la pol·lució".

## Personatges[calcitació]

### Gaia
Gaia (expressada per Whoopi Goldberg el 1990–1992, Margot Kidder el 1993–1996), és l'esperit del planeta que envia cinc anells màgics - quatre amb el poder de controlar un element de la natura i un de controlar l'element del cor - a cinc joves escollits a tot el món. Afirma haver estat adormit durant tot el segle XX i en despertar va veure un món més contaminat que quan va ser despert per última vegada, però es contrasta amb un episodi de flashback dels anys vint, on la gent va rebre orientació de Gaia.
La seva aparença sembla una barreja de dones atractives de totes les races, i sovint és vista com un esperit intangible. Tanmateix, en casos de problemes greus, Gaia adquireix forma corpòria, cosa que la posa en perill de mort. En un episodi on la seva rival Zarm l'havia derrotat, Gaia es va mostrar com una vella i fràgil dona, amb Zarm explicant que, tenint en compte la existència de milers de milions d'anys d'existència de la Terra, tindria sentit que Gaia tingués aparença de «superjubilada».

### Capità Planeta
En situacions que els Planetaris no poden resoldre sols els reptes, poden combinar els seus poders per convocar el Capità Planeta (que dona títol a la sèrie i expressat per la veu de David Coburn), que és un androide superheroi hologràfic que posseeix tots els seus poders magnificats. Un cop finalitzat el seu treball, el Capità Planeta torna al planeta i s'acomiada dels espectadors amb el missatge: "El poder és teu!"
Planeta normalment només es manifesta per fer front a la crisi més gran i després se’n va, però algunes històries l'han mostrat existent més enllà d'aquests moments, com quan va ser apel·lat mentre Kwame i Ma-Ti estaven a l'espai, amb el resultat que l'energia dels seus anells que van crear Planeta no van poder tornar al seu origen, i Planeta es va veure obligat a operar a nivell humà, tot requerint una palanca i claus d'unes manilles per rescatar la resta de l'equip.

### Planetaris
- Kwame (veu, LeVar Burton) - Natiu de Ghana,[15] Àfrica, Kwame posseeix el poder de la Terra. És el líder no oficial dels Planetaris.
- Wheeler (veu, Joey Dedio) - de Nova York, Wheeler controla el poder del foc.
- Linka (veu, Kath Soucie) - de la Unió Soviètica (en episodis posteriors de Rússia després de la desaparició del règim comunista), Linka és capaç de reproduir el poder del vent.
- Gi (veu, Janice Kawaye) - de Corea de Sud, Gi controla el poder de l'aigua.
- Ma-Ti (veu d'Scott Menville) - del Brasil Ma-Ti maneja el poder de l'amabilitat.
  - Suchi (efectes vocals produïts per Frank Welker) - és un mico, mascota de Ma-Ti.

Aquests cinc personatges són batejats amb el nom de "Planetaris" i tenen l'encàrrec d'ajudar a defensar el planeta dels desastres ambientals i fer esforços per educar la humanitat per evitar l'autodestrucció. Al començament dels episodis, Gaia utilitza el seu "Planeta-Visor" a la cambra de cristall per descobrir on es produeix la destrucció més devastadora (en la majoria d'episodis un o més dels Eco-vilans que hi ha al darrere) i envia els planetaris per ajudar a aturar-la i solucionar el problema. Els Planetaris utilitzen el transport (normalment una màquina voladora anomenada Geo-Creuer) basat en energia solar per evitar ells mateixos contribuir-hi a la contaminació.

### Dolents
Els Eco-villans són un petit grup d'antagonistes que causen perill al planeta a causa de la contaminació, la desforestació, la caça furtiva i altres activitats ambientals indesitjables. Gaudeixen de la destrucció que causen al planeta i del perjudici que causen per obtenir riquesa, terra o poder. Solen treballar sols la major part del temps, tot i que estan disposats a treballar els uns amb els altres quan s'adapti als seus plans. Només a l'episodi de dues parts "Summit to Save Earth" tot el conjunt d'Eco-vilans funcionava en equip, amb Zarm com a líder. Cadascun d'aquests malfactors representa una forma de pensament específica que pot causar problemes ecològics.
- Hoggish Greedly (veu: Ed Asner) – Un ésser humà semblant al porc que representa els perills del consum excessiu i de la cobdícia, Hoggish és el primer dolent que el Capità Planeta i els Planetaris s'encontren. A l'episodi "Smog Hog", es revela que Hoggish té un fill anomenat Hoggish Greedly Jr. (amb veu per Jacob Doughty) que apareix una sola vegada. A l'episodi "Hog Tide", es revela que té un avi anomenat Don Porkaloin (retratat com a paròdia de Vito Corleone d'El Padrí) que en el passat va ser derrotat per un altre grup de Planetaris. A diferència de Hoggish Greedly, Porkaloin es va fer respectuós amb el medi ambient com es mostra a l'episodi "El fantasma del passat de Porkaloin".
  - Rigger (veu: John Ratzenberger) - És el principal col·lega de Greedly. Va afirmar una vegada que la raó principal per la qual treballa per Greedly és perquè ningú més el voldria llogar. Alguna vegada qüestiona les ordres de Greedly i mostra preocupació quan les accions de Greedly perjudiquen el medi ambient tot i que mai té cap efecte sobre la consciència del seu líder, i Rigger, en la majoria d'ocasions, continua sent fidel a Greedly. Rigger fa tota la feina de cames mentre Greedly sol estar al voltant i menjant.
- Verminous Skumm (veu: Jeff Goldblum en 1990, Maurice LaMarche en 1991–1995) – El segon villà que apareix a la sèrie, és una criatura part-humana i part-rata; ell representa la decadència urbana, la malaltia i el consum de drogues. Skumm pot controlar les rates i té el seu propi helicòpter personal anomenat The Scum O'Copter. Skumm és el responsable de la mort del cosí de Linka, Boris, per drogues a l'episodi "Mind Pollution".
  - Rat Pack - Un grup de rates humanoides que treballen per Verminous Skumm.
- Duke Nukem (veu: Dean Stockwell en 1990–1992, Maurice LaMarche en 1993–1995) – Era un metge que es va convertir en un mutant radioactiu que representa el mal ús de l'energia nuclear i apareix el tercer vilà. És un dels pocs Eco-villans, juntament amb Zarm i el capità Pollution, capaç de lluitar contra el Capità Planeta. Nukem genera radiació per disparar explosions radioactives de les seves mans i posseeix visió de raigs X. L'empresa Apogee va reanomenar temporalment el personatge homònim de la franquícia de jocs informàtics de Duke Nukem a "Duke Nukum" per evitar possibles reclamacions sobre marques que poguessin formalitzar els productors de Captain Planet. Més tard es va trobar que el personatge de la sèrie de dibuixos animats no tenia marca registrada, i es van restablir els títols originals dels videojocs.[16]
  - Leadsuit (veu: Frank Welker) - El company fidel del Duke Nukem, el nom de Leadsuit defineix la seva aparença ja que porta un vestit de plom de cos sencer per resistir la radiació alliberada pel cos de Duke Nukem. Va revelar que treballa per al duc Nukem perquè quan Nukem es faci càrrec del món, arribarà a ser segon en l'escalafó d'autoritat. Leadsuit és tímid, poques vegades discuteix amb Nukem (i sempre perd si s'oposa a qualsevol cosa). Leadsuit té por a la foscor i sol doblegar-se davant dels més petits problemes.
- Dra. Blight (veu: Meg Ryan en 1990-1991, Mary Kay Bergman en 1992–1996, Tessa Auberjonois en OK K.O.! Let's Be Heroes) – La quarta villana revelada, la doctora Blight és una científica boja que representa els perills de la tecnologia descontrolada i de l'experimentació científica poc ètica. Com a resultat de l'autoexperimentació, la meitat esquerra del seu rostre està horrorosament deforme; aquesta sol estar amagada pels cabells. A l'episodi "Hog Tide", es revela que la doctora Blight tenia una àvia anomenada Betty Blight que va ajudar Don Porkaloin en la seva trama. A l'episodi "Hollywaste", es revela que la doctora Blight té una germana anomenada Bambi (expressada per Kath Soucie). Bambi anomena Blight amb el seu primer nom "Babs", una forma escurçada de "Barbara".
  - MAL 9000 (veu: David Rappaport en 1990, Tim Curry en 1991-1996) - Marit i assistent amb intel·ligència artificial de la Dra. Blight. Té la capacitat de piratejar altres sistemes informàtics, fer-los seus i reprogramar-los gairebé sempre segons les especificacions de la doctora Blight. MAL és sovint el control i principal font d'energia de tots els laboratoris de Blight, així com els vehicles on viatja.
- Looten Plunder (veu: James Coburn en 1990–1992, Ed Gilbert en 1993–1996) – Un empresari ric i caçador de diners sense escrúpols que representa els mals de les accions empresarials poc ètiques. Looten és el sisè vilà que apareix a Capità Planeta en el setè episodi, "The Last of Her Kind". També es desvetlla que té un nebot anomenat Robin Plunder. El seu nom era una obra de teatre amb el terme "Loot and Plunder", i sempre va estar en els crèdits finals de cada episodi quan el cantant proclamava "Bad guys who like to...loot and plunder!" (Maleïts els que els agrada ... saquejar i espoliar!), Tret d'una escena d'un episodi on un espoliador alterat veu els seus plans en ruïnes i crida "Pagaràs per això, Capità Planeta!"
  - Argos Bleak (veu: S. Scott Bullock) -El principal compare i guardaespatlles de Looten Plunder, també exerceix de mercenari i du a terme la major part del treball brut de Plunder. Sembla que té antecedents militars, ja que es veu en molts episodis pilotant helicòpters o altres avions, i és capaç de manejar armes de foc. Argos fins i tot va tenir el seu propi episodi "The Preditor", on va aparèixer sense el seu cap caçant taurons. Una altra vegada que Plunder va conspirar amb Hoggish Greedily, es va veure a Argos Bleak discutint amb Rigger sobre qui era el millor eco-vilà.
  - Pinehead Brothers (veus de Dick Gautier i Frank Welker) – Oakey i Dokey són dos germans llenyaters sobredimensionats ajudants de Looten Plunder en la temporada final de "The New Adventures of Captain Planet."
  - Sly Sludge (veu: Martin Sheen en 1990–1992, Jim Cummings en 1993–1995). Un deixaller sense escrúpols que representa la mandra, la ignorància i els perills de l'apatia i el pensament a curt termini. No obstant això, ja que molts dels seus esquemes impliquen la gestió de residus, que és una qüestió mediambiental legítima, sovint ho utilitza per obtenir una respectabilitat aparent. Slay Sludge és l'últim vilà que es va revelar. També és l'únic principal vilà al qual els Planetaris li van permetre executar un programa de reciclatge seu que el fa guanyar molts diners en el capítol "No Small Problem", que permet a Sludge proposar plans per produir en massa d'una manera assequible, ecològica, de manera segura desfent-se dels residus d'una forma poc contaminant.
  - Ooze (veu: Cam Clarke) - És un ajudant d'Sly Sludge.
  - Tank Flusher III (veu: Frank Welker) – És l'ajudant i servidor més atlètic i fort d'Sly Sludge. Feu el seu debut en la sèrie "The New Adventures of Captain Planet" episodi "A Mine is a Terrible Thing to Waste", primera part.
- Zarm (veu: Sting en 1990–1992, David Warner en 1993, Malcolm McDowell en 1994–1995) – És un antic esperit del planeta que abandonà Gaia en busca d'altres mons i va acabar castigant altres planetes poblats per arruïnar-los, aprofitant l'absència de Gaia per explotar els seus mètodes. Zarm representa la guerra i la destrucció. Tot i que Zarm no té cap amic propi, sovint manipularia a altres persones per fer el seu pensament. Va unir Hoggish Greedly, Looten Plunder, Sly Sludge, Duke Nukem, Verminous Skumm i la Doctora Blight, sota el seu lideratge en l'episodi de dues parts "Summit to Save Earth". Altres vegades recluta i manipula d'altres, fins i tot els Planetaris, perquè treballin per ell. Zarm és el cinquè Eco-Vilà que apareix a la sèrie, amb la seva primera aparició al sisè episodi. Fora de la guerra i la destrucció, Zarm promou l'odi i el totalitarisme, que creia que eren els contaminants més perillosos per a la humanitat, com ho demostra la seva actuació com a favorit d'un dictador anomenat Morgar. Zarm admet que ha estat una força directora per a tots els dèspotes del segle xx, però admet que un d'ells realment ha denegat la seva ajuda, i desafia els Planetaris a endevinar qui, dient "crec que us sorprendrà gratament".

### Altres vilans
Els Slaughters: Són una família de caçadors furtius que van debutar a "Les noves aventures del Capità Planeta". Els Slaughters representen la posada en perill dels animals i els mals de la caça furtiva i sovint estan en competència directa monetària amb Looten Plunder. Mame i la seva família van col·laborar amb Looten Plunder i Argos Bleak en l'episodi "Horns A'Plenty" quan els Planetaris van arruïnar la caça furtiva de rinoceront de cadascun dels tres socis. 
Mame Slaughter (expressada per Theresa Saldana a la primera aparició, Mitzi McCall a la segona). És la líder dels Slaughter. 
Stalker Slaughter (veu: Charlie Adler): un dels fills de Mame i el seu segon comandant.

### Capità Contaminació
Un homòleg contaminant del Capità Planeta anomenat Captain Pollution en anglès (expressat per David Coburn, com el seu bon homòleg) apareix a l'episodi de dues parts "Missió per salvar la Terra" quan el doctor Blight roba els anells dels Planetaris, crea duplicats contaminants d'ells i distribueix els duplicats a la majoria dels altres eco-vilans. Cada Eco-vilà va rebre un anell específic que tenia el poder contrari dels Planetaris:
- Duke Nukem té un super anell de Radiació (contrapartida de foc).
- Looten Plunder té un Anell de Desforestació (contrapartida de la Terra).
- Sly Sludge té un Anell de Boira (contrapartida de l'anell de Vent).
- Verminous Skumm té un Anell de Tòxics (contrapart d'Aigua).
- El doctor Blight té un Anell d'Odi (contrapart del Cor).

Cadascun dels anells malvats té rostres malèvols, en contrast amb els anells Planetaris, amb icones referides als elements. El capità Pol·lució s'afebleix quan està en contacte amb elements purs com l'aigua neta o la llum del sol, mentre que guanya energia al contacte amb contaminants, sent capaç d'absorbir contaminants i emetre rajos radioactius (i després es demostra que obté energia il·limitada en contacte amb contaminants després de la seva resurrecció). Quan és invocat diu "Com a combinació de les vostres potències contaminants, jo sóc el capità Contaminació ! Ha! Ha! Ha! Ha! Ha! Ha!", I quan desapareix, declara "El poder contaminant és teu!"
En la seva primera aparició, és enviat pels Eco-vilans a destruir els Planetaris, però és perseguit pel comandant Clash i després d'una baralla amb el Capità Planeta, torna als anells malvats fent-los explotar. A l'episodi de dues parts "Una mina és una cosa terrible de malbaratar", el capità Pol·lució és ressuscitat per les toxines dels cinc anells malvats que s'escolen cap a l'interior del planeta.
El capità Pol·lució és el pol oposat del Capità Planeta en la personalitat i el poder. En contraposició a la naturalesa generosa i altruista de Planeta, Pol·lució és mandrós, venjatiu i arrogant, veient-se com un déu i als seus creadors com a servents ans que socis. El Capità Planeta determina la diferència en les seves perspectives durant la seva primera batalla amb Pol·lució per evitar que els Planetaris no tinguin cap, són un equip, i per això el Capità Pol·lució sempre perdrà.
El capità Pol·lució s'assembla a Capità Planeta, però amb pell de color groc pàl·lid i cobert de lesions marrons. Té els cabells vermells, celles, ulls vermells i el cabell li creix a la manera de Widow's peak, amb la línia de naixement del cabell amb forma de ve (V) sobre el front. El seu vestit és del mateix color i estil que el de Capità Planeta, però el globus terrestre del pit està partit en dues meitats mitjançant un llamp. La seva veu té un ressò potent de sociolecte parlat a la Vall de Califòrnia que va estar de moda entre els anys vuitanta i noranta; El capità Pol·lució és derrotat dues vegades pel Capità Planeta; primer a "Missió per salvar la terra" pel fet de ser arrossegat a través de la terra, lava, l'aire i l'aigua, i després de nou a "Una mina és una cosa terrible de malgastar" en ser enganyat a entrar a una cambra de magma subterrània.

## Doblatge al català
La sèrie s'emeté primer en valencià al Canal Nou entre els anys 1991 i 1996. El doblatge, dirigit per Ximo Solano i Miquel Gil, fou realitzat als AC Estudis de València. L'any 1995 es doblà al català central per la TVC, amb la traducció de Susanna Fosch.
| Personatge     | Veu original             | Veu a la TVC    | Veu al Canal 9     |
| -------------- | ------------------------ | --------------- | ------------------ |
| Capità Planeta | David Coburn             | Oriol Rafel     | Francesc Fenollosa |
| Kwame          | LeVar Burton             | Aleix Estadella | Martí Pich         |
| Wheeler        | Joey Dedio               | Joan Pera       | Paco Vila          |
| Linka          | Kath Soucie              | Carme Canet     | Xus Romero         |
| Gi             | Janice Kawaye            |                 |                    |
| Ma-ti          | Scott Menville           | Xavier Cassan   | Benja Figueres     |
| Looten Plunder | James Coburn/ Ed Gilbert |                 | Albert Forner      |

## Creació de franquícies
Pyle i Boxer van exigir que el marxandatge de la sèrie es fabricàs de forma sostenible; per això, diverses de les empreses productores de diversos productes de temàtica Capità Planeta van haver de revisar completament els seus mitjans de producció per fabricar productes reciclats i reciclables.

### Joguets
Com en molts dibuixos populars populars, Capità Planet tenia una línia de figures i vehicles d'acció. Llançada per Tiger Toys el 1990, la línia va funcionar durant diversos anys, el temps suficient per lligar-se a la sèrie New Adventures. Les joguines van ser reembalades i venudes per Grand Toys al Canadà i Kenner a tot Europa. Les joguines tenien una maniobrabilitat mitjana, amb els cinc punts comuns: coll, muscles i malucs.
Trobar una llista completa del que es va comercialitzar és difícil, ja que no totes les joguines mostrades al catàleg inicial del detallista no van ser publicades. El mercat del col·leccionista és petit, les joguines són una mica rares a eBay. La Captain Planet Foundation encara ven un petit nombre d'elles en línia, però. També hi pot haver altres variacions estrangeres de certes joguines que poden ser encara més difícils de catalogar. Tanmateix, les joguines de les Noves Aventures són poc conegudes.
Els cinc Planetaris, cinc Eco-Dolents, Commander Clash, i diverses versions del Capità Planeta, cadascun amb un disseny estètic o pintures adaptades als dibuixos, van ser llançats, juntament amb diversos vehicles. També es va estrenar un anell de joguines amb llums i so i lents intercanviables per als cinc elements. Quatre vehicles petits també es van vendre mitjançant una promoció de Burger King.

### Videojocs
Un joc de vídeo basat en la sèrie fou desenvolupat per Mindscape com encomanda de Nintendo Entertainment System. L'anomenaren Captain Planet. El joc, que comportava una gran quantitat de trets, va rebre crítiques negatives per part dels crítics de jocs, i per aquesta causa una primera versió del joc per Sega Mega Drive fou avortada. Novalogic va desenvolupar un joc de desplaçament lateral separat per al Mega Drive, però només es va llançar a Europa i Austràlia.
David Perry i Nick Bruty van desenvolupar un joc per ZX Spectrum i Amstrad CPC usant la llicència, un llançament de tres nivells. El 1990 es va llançar un joc per a l'Commodore Amiga i Atari ST, escrits per Tony Crowther. Es tractava d'un joc de plataformes i es va incorporar breument amb el paquet Amiga 500 "Cartoon Classics" llançat el 1991.
Un joc de Commodore 64 estava en desenvolupament, però no es va llançar mai. Tiger Toys, propietari de la llicència de figures d'acció, també va crear un joc per miniconsola de mà amb pantalla LCD.
Captain Planet apareix com un personatge jugable al joc de lluita Cartoon Network: Punch Time Explosion per a Nintendo 3DS, Wii, PS3 i Xbox 360.

### Mitjans domèstics
Turner Home Entertainment va publicar originalment cintes VHS de la sèrie, que contenien un únic episodi en cadascuna. El principal distribuïdor de vídeos domèstics de DIC, Buena Vista Home Video, també va distribuir cintes VHS d'un sol episodi.
Existeix un DVD amb quatre episodis i funcions de bonificació, però només estava disponible com a part del "Pack Planeteer" comprat a la Captain Planet Foundation. Aquest DVD promocional contenia els episodis "A River Ran Through It", "A Perfect World", "Gorillas Will Missed" i "The Big Clam Up". També s'inclou un breu clip titulat "Planeteers in Action", que tracta sobre la Fundació Captain Planet. El "Planeteer Pack" especial ja no està disponible.
Shout! Factory sota llicència de Turner i Warner Home Video va llançar un set de DVD de la primera temporada completa als EUA el 19 d'abril de 2011. Les fundes del DVD estan fabricades amb paper reciclat 100%.
Madman Entertainment llançà el conjunt de la primera temporada el sis de juliol de 2016 i la col·lecció completa el vint-i-cinc d'octubre de 2017 en Austràlia.
Des del vint-i-cinc de març de 2017 és disponible en iTunes per la seua compra. La sèrie completa també es va posar a disposició dels compradors en Amazon Instant Video.